# エンジン始動連結装置

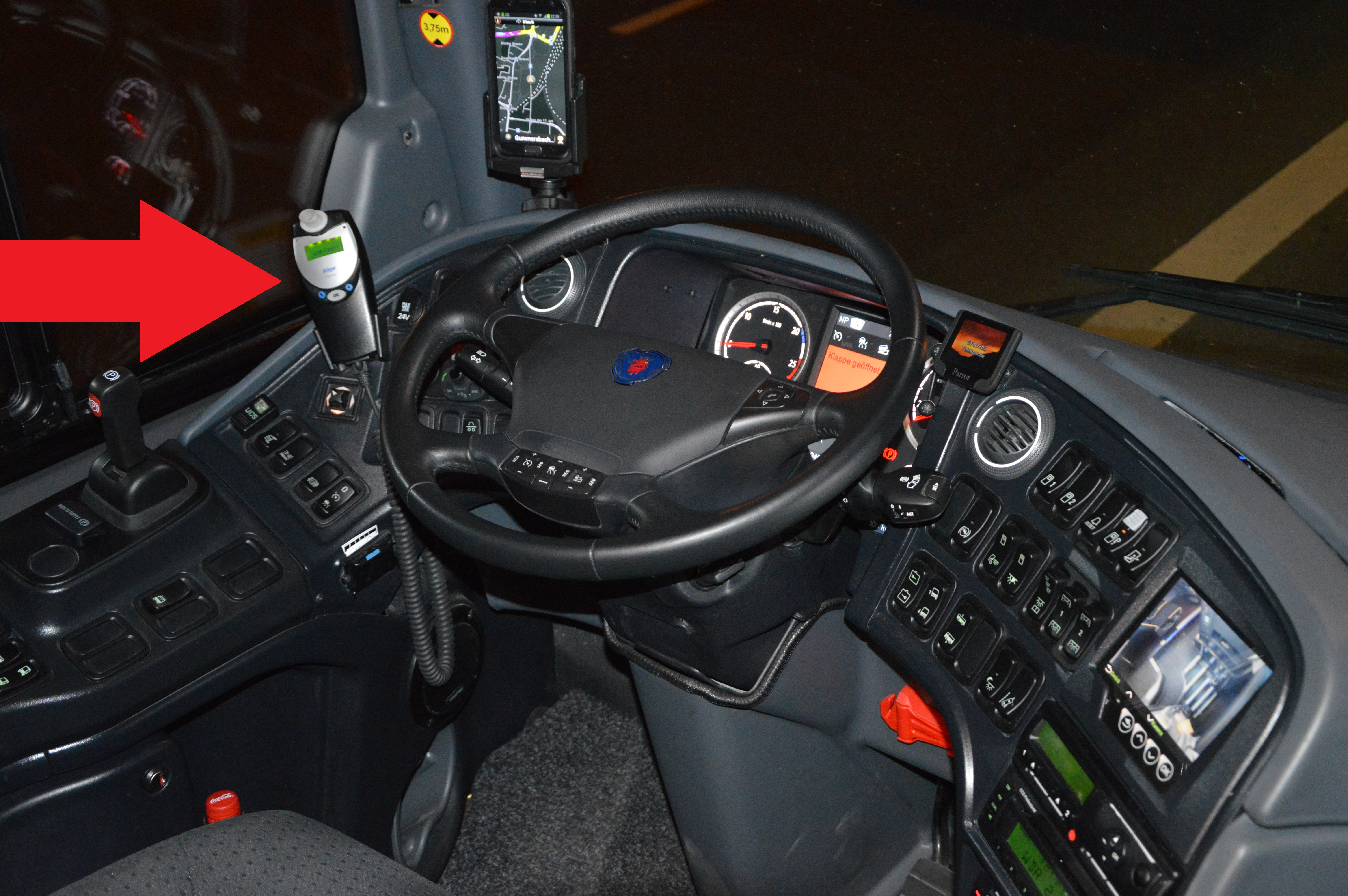
スカニアバスにおけるドレーゲル製エンジン始動連結装置（赤矢印）

エンジン始動連結装置（エンジンしどうれんけつそうち、英: ignition interlock device、略称IID）、呼気アルコールエンジン始動連結装置（breath alcohol ignition interlock device、略称BAIID）、または呼気吹込み式アルコール・インターロック装置は、個人自動車用の呼気アルコール検知器である。運転者は、自動車の運転を開始または継続する前に、装置のマウスピースに息を吹き込む必要がある。分析された呼気アルコール濃度の結果が、プログラムされた血中アルコール濃度（国によって異なる）を超える場合、装置はエンジンの始動を阻止する。連結装置は、車内の運転席付近に設置され、エンジンの始動システムに直接接続されている。電子監視の一種である。
エンジン始動連結装置は、その国/州の最大アルコールガイドラインを満たす有効な呼気サンプルが提供されるまで、イグニッションからスターターへの信号を遮断する。有効な呼気サンプルが適用された時点で、車両は通常通り始動することができる。エンストしてもすぐに再始動できるように、タイムアウト時間内にエンジンがかかっていた場合には、車両の始動に呼気サンプルは必要ない。エンジンが始動した後のランダムなタイミングで、IIDはローリングリテストと呼ばれる別の呼気サンプルを要求する。ローリングリテストの目的は、ドライバー以外の人が呼気サンプルを提供するのを防ぐことである。呼気サンプルが提供されない場合、またはサンプルがエンジン始動連結装置の前もってセットされた血中アルコール濃度を超えた場合、装置はイベントを記録し、運転手に警告し、イグニッションが切になるか、またはクリーンな呼気サンプルが提供されるまで、国/州の規制に従って警告を開始する（例：ライトの点滅、ホーンを鳴らす）。よくある誤解として、アルコールが検出されるとエンジン始動連結装置がエンジンを停止するというものがある。しかし、これでは安全な運転ができなくなり、装置メーカーが大きな責任を負うことになるため、エンジン始動連結装置にはエンジンの自動停止機能がついていない。

## 歴史
最初のエンジン始動連結装置は、1969年にボルグワーナーが開発した。1981年、アメリカ合衆国ニュージャージー州の学生Jeffrey Feitは、飲酒検知器を利用したエンジン始動連結装置の原型となる回路図を発表し、州のイノベーションコンテストで入賞した。1983年には、アイルランド、リムリックの学生Hans Doranが、ダブリンで開催されたヤング・サイエンティスト・コンテストで実用的なプロトタイプを発表した。1980年代に入ると、アルコール検知器が主流となった。アルコール検知器は、半導体式（非特異的）アルコール検知器を採用していた。半導体型（フィガロ技研）エンジン始動連結装置は、頑丈で現場での使用に適していたが、校正の保持性が悪く、高度変化にも敏感で、アルコール以外のものにも反応してしまうなど、実用化・普及は遅れていた。1990年代初頭には、信頼性が高く正確な燃料電池センサーを搭載した「第2世代」のエンジン始動連結装置が製造されるようになった。米国において、現在のすべてのエンジン始動連結装置は、米国運輸省道路交通安全局（NHTSA）の基準を満たすことが求められている。
2022年7月から新車に適用されることになる2019年11月のEU規制では、すべての自動車カテゴリーで「アルコールインターロックの装着促進」が義務化されている。

## 設計
最新のエンジン始動連結装置では、センサーにアルコール専用の燃料電池を採用している。燃料電池センサーは、アルコールが触媒電極面（白金）で化学的な酸化反応を起こし、電流を発生させる電気化学装置である。この電流を測定し、アルコール換算値に変換する。燃料電池は、飲酒検知器に使用されている赤外分光法ほどの精度や信頼性はないが、安価でアルコールに対する特異性が高い傾向にある。ここで定義されるアルコールとは、エタノールのほか、イソプロパノール、ソルビトール、メントール、メタノール、その他多くの種類のアルコールを含む。
装置は、装置と連結された車両の電気システム上の活動の記録を残す。この記録（ログ）は、装置のセンサーが校正されるたびに印刷またはダウンロードされるが、通常は30日、60日、90日の間隔で行われる。当局は、ログの定期的な確認を要求することができる。違反が検出された場合は、追加の制裁措置を取ることができる。
定期的な校正は、既知のアルコール濃度の加圧されたアルコール・ガス混合物、または既知のアルコール溶液を含むアルコール・ウェットバスを用いて行われる。設置、メンテナンス、校正にかかる費用は、通常、違反者が負担する。イグニッション・インターロック装置は、平均して、設置に約70〜150米ドル、監視と校正に1か月あたり約60〜90米ドルかかる。
多くの国では、飲酒運転で有罪判決を受けた運転者（特に再犯者）の条件として、エンジン始動連結装置を義務付けている。現在、米国のほとんどの州では、裁判官が執行猶予の条件として装置の設置を命じることを認めている。再犯者や、州によっては初犯者に対しては、設置が法律で義務付けられている場合もある。
エンジン始動連結装置の中にはカメラが装備されているものもあるが、これは法域によって義務付けられている場合もあれば、自主的に使用している場合もある。このカメラの目的は、「不合格」という結果をドライバーと一緒に確認することであり、これにより、「不合格」という結果が第三者によって引き起こされた場合に、テストの不合格報告を「クリア」することが容易になるという便利な点がある。

## 各国の状況

### 欧州連合
ヨーロッパでは交通事故死の約25%がアルコール依存症によるものである。そのため、欧州連合（EU）では長年にわたり、アルコールエンジン始動連結装置の有効性に関する広範な研究を行っている。欧州委員会によると、これらの研究では、アルコール関連の犯罪を犯したドライバーの再犯率を減らすために、従来の制裁方法（運転免許停止や罰金など）に比べて、装置の効果が著しく高い（40 - 95%）ことが示されている。そのため、アルコールエンジン始動連結装置を使用することで、飲酒運転を繰り返すドライバーが免許を維持しつつ、飲酒時の自動車使用を抑止することができる。これらの研究は、リハビリテーションプログラムにおいてこれらの装置が役立つ可能性を示している。アルコールエンジン始動連結装置自体にアルコール依存症の治療効果があるわけではないが、治療を支援することには成功している。これらの研究の1つは、スペインとノルウェーのバス運転手、ドイツのトラック運転手、ベルギーのアルコール乱用の有罪判決を受けた運転手、そしてアルコール依存症の人々を対象とした1年間の実地試験で構成されている。2011年9月27日、欧州議会は包括的な交通安全対策を採択した。100を超える提案の中には、欧州のすべての新しい商用乗用車・貨物車に、アルコールの影響を特に受けやすいドライバーのために、アルコールエンジン始動連結装置を設置することが含まれていた。
2019年11月、EU規則EU 2019/2144において、2022年7月6日以降、EN 50436に準拠したアルコールイモビライザーの接続用インターフェースを備えた自動車、バス、バン、トラック（EC車両クラスM1、M2、M3、N1、N2、N3）に対してのみ、EU型式認証が付与されることが決定された。その2年後の2024年7月7日からは、EUで最初に登録された上記の車両クラスのすべての車両に、このようなインターフェイスを搭載する必要がある。このインターフェースは、新車の呼気アルコールモニターの接続を容易にし、標準化するものである。しかし、実際の呼気分析装置は規制の対象外となる。

### オーストラリア
インターロック装置は、ビクトリア州、南オーストラリア州、西オーストラリア州、タスマニア州、ニューサウスウェールズ州で使用されており、クイーンズランド州、ノーザンテリトリー、オーストラリア首都特別地域でも使用が検討されている。

### オーストリア
エンジン始動連結装置は2017年に導入された。

### ベルギー
有罪判決を受けた飲酒運転者に裁判官がインターロック装置の使用を課すことを認める法律は、2010年から使用が認められていたが、2016年までに55件しか使用されていない。運転者が支払うべき3,500ユーロという費用が使用の妨げとなっている。2017年からは、運転者に課される罰金から装置の代金を支払うことができるようになり、さらに再犯者には義務化される可能性もある。

### カナダ
オンタリオ州やケベック州などのいくつかの州では、飲酒運転や呼気サンプルの提供を拒否したことで有罪判決を受けた者は、飲酒運転の前科の数に応じて、一定期間（または一生）、所有または運転する車両にエンジン始動連結装置を取り付けることを義務付けている。
このように多くの飲酒運転の有罪判決を受けた場合、ノバスコシア州など一部の州では、失効された免許復活の可能性はなく、生涯にわたる運転禁止を課すことになる。しかし、オンタリオ州裁判所は、非常に多くの運転に関する有罪判決の後、免許復活の可能性がない生涯にわたる運転禁止を定める権限を持っている。

### フィンランド
フィンランドでは、2005年に試行が始まった。効力発生は2008年。費用は1年で約2400ユーロ、2年で約1920ユーロ、3年で約1440ユーロ。再犯率は5.7%で、プログラムなしでは30%だった。関連する行政機関は、フィンランド運輸通信庁Traficomである。
フィンランドでは、エンジン始動連結装置プログラムを受けたドライバーは1,000人いる。

### フランス
フランスでは1,500個のエンジン始動連結装置が設置された。

### 日本
現在、日本では政府による規制はない。国と自動車メーカーが導入に慎重なため、エンジン始動連結装置の普及が進んでいない。一部のバス会社や貨物輸送会社が自主的にこのシステムを使用している。
2009年から2021年までの12年間で累計2707台のアルコール・インターロック装置が出荷された。

### オランダ
オランダでは2011年12月から、血中アルコール濃度が一定以上で摘発された犯罪者にエンジン始動連結装置を使用することになった。5,000人以上が参加したこのプロセスは、法的・技術的な問題から2015年に中止された。

### ニュージーランド
ニュージーランドでは、2012年8月からアルコール・インターロック装置が刑罰の選択肢に加わった。2012年12月には、最初の装置が設置されたことが報告された。

### スウェーデン
少なくともストックホルムでは、バスにアルコールインターロック装置が採用されている。

### アメリカ合衆国
2012年現在、50州すべてにおいて、飲酒運転者に対する代替刑として、エンジン始動連結装置の設置を認める法律が制定されている。米国では、有罪判決を受けた飲酒運転者全員が死亡事故に巻き込まれるのを防ぐことができれば、年間800人の命を救うことができると推定されている。米国の標準的な装置は、携帯型ユニットに取り付けられたマウスピースと、車両の点火システムに取り付けられてバッテリーで作動するコードで構成されている。運転者は、車をスタートさせる前にマウスピースに息を吹き込み、アルコール濃度を検査することが義務付けられている。デバイスの取り付けは、認定サービスセンターで行うことが義務付けられている。デバイスは認定サービスセンターに直接出荷され、顧客が取り扱うことはない。イグニッション・インターロック・デバイスの最大手は、SkyFineUSA社、Draeger社、Smart Start社、Guardian社、Intoxalock社、LifeSafer社である。